# 大竹みゆ
大竹 みゆ（おおたけ みゆ、10月3日 - ）は日本の女性声優。フリー。
神奈川県出身。血液型はA型。愛称は「みゆっち」「みゅーたん」「みゅうみゅう（みゆみゆ）」「部長」「殺意様」。旧芸名：大竹裕子（当時の愛称は「ゆこりん」「ゆうちゃん」などなど）
『ひまわりっ!』でテレビアニメアフレコデビュー。低音から高音までカバーできる広い声域を持っている。

## 人物・エピソード
- ハーブティー・中国ティーを飲む事が趣味。
- カレーライスは苦手（特に匂い）だがハヤシライスは好き。
- 猫を飼っている。名前は「プリュ（人見知りが激しい）」と「チャイム（ノー天気）」
- カリカリ梅は苦手だが梅の紅茶・梅茶漬け・梅ゼリーが好き。
- アクションゲームは意地でも女の子キャラを使う。
- 普通のワインは苦手だがアイスワインは好き。
- 大型電気店に行くと頭痛がする（家族揃って偏頭痛持ち）。
- ゲーム『MOTHER』シリーズ（任天堂）が好き。
- 「ゆこりん」という愛称は司会の勉強をしていた時に、ライブハウスの顧客の方に「ゆうこりん」と呼ばれた時、小倉優子と同じ愛称は恐れ多いので「ゆこりんで…」とお願いして出来た。本人は大のお気に入り。
- 2008年9月17日の自身のブログで、改名後の愛称を「みゆっち」「みゅーたん」「みゅうみゅう（みゆみゆ）」と呼んでくださいと書いている。また、彼女の出演するインターネットラジオ『ふぃあ通』でも、番組内で「みゅーたん」と呼ばれている。
- 『霞の里唄祭りっ!』の「宵待物語』という曲は5時間掛けて収録した力作である（本人談）。
- ネットラジオ『ふぃあ通』に参加した前後にTRPGにはまり、知り合いの声優を集めてTRPG部「ルティナス」を結成。大竹が部長となり、部活と称してセッションを繰り返している。主にプレイしているゲームは『アリアンロッドRPG』とのこと。ルティナスや大竹を始めとする一部メンバーは「セブン＝フォートレス」の一部サプリメントなどにテストプレイ協力としてクレジットされている。
- 参加している多くのTRPGリプレイで戦闘的な言動が目立ち、「殺意萌え」などと呼ばれている。
- 2009年3月31日付けでアーツビジョンを退所。フリー期間を経て、2010年4月にマセキ芸能社所属[1]。2012年2月29日をもって退所、フリーとなる。

## 出演作品

### テレビアニメ
2006年
- ひまわりっ!（つきよ姫）
- パッタ ポッタ モン太（リリー）

2007年
- Over Drive（観客、女生徒、きこ）
- 獣神演武 -HERO TALES-（子供、周蘭）
- ひまわりっ!!（つきよ姫）
- もっけ（バスガイド）

2008年
- あかね色に染まる坂（アナウンス、女子生徒）
- H2O -FOOTPRINTS IN THE SAND-（こころ）
- 絶対可憐チルドレン（やまべ先生、オペレーター）
- 乃木坂春香の秘密（女子生徒B）
- Mnemosyne-ムネモシュネの娘たち-（女性）

### 劇場版アニメ
- えいがでとーじょー! たまごっち ドキドキ! うちゅーのまいごっち!?（まめたいようっち）

### CD
- ひまわりっ! キャラクターボーカルアルバム 霞の里唄祭りっ!（宵待物語（つきよ姫））

### ドラマCD
- アリアンロッド・サガファンブック　Fellowship of Stone〜竜輝石の仲間たち〜　ドラマCD「思い出フロントライン」（ピアニィ・ルティナベール・フェリタニア）
- アリアンロッド・サガ・ファンブック Kind of Magic 　ドラマCD「裏目軍師は伊達じゃない！」（リージュ・フェア・リース）

### 吹き替え
- 気分はぐるぐる（エミリー）#6
- サーフズ・アップ

### ゲーム
- アークライズファンタジア（エレナ）
- 4じてん。 四字熟王立学院中等部 定期試験（五臓・六腑）
- たのだん（ジャスティン）

### TRPG（テストプレイ参加）
- アルシャードガイアRPG クロスオーバーサプリメント リーフワールド
- ダブルクロス The 3rd Edition

### TRPG（プレイヤー参加）
- アリアンロッド・サガ・リプレイ（ピアニィ・ルティナベール・レイウォール/ピアニィ・ルティナベール・フェリタニア）
- アリアンロッド・サガ・リプレイ・エチュード（ユファ・プリムナード・コネリー）
- アリアンロッド・サガ・リプレイ・ゲッタウェイ（リージュ・フェア・リース）
- アリアンロッド・サガ・リプレイ・イェーガー（チャイ・ガーリー・ブレンド）
- ガンメタル・ブレイズリプレイ『セイントアンガー』（メア・ローゼリッタ）
- ナイトウィザード2ndリプレイ『蒼穹のエンゲージ』（茜月古都）
- アルシャードffリプレイ『天使がくれた世界滅亡』（シルダ・メルフィンダ）
- メタリックガーディアンRPGリプレイ『起動、鋼の守護神！』（八月三十一日ほたる）

### TRPG（リプレイ執筆）
- アリアンロッド2E・リプレイ・オーバーキル　ピアニィの不思議なオルゴール

### その他
- インターネットラジオ『ふぃあ通』（ゲストパーソナリティ）
- Viva Windows Live!(パーソナリティ：2008年8月16日 - )
- 4じてん。 ボイスドラマ第一話・第二話（五臓・六腑）